# Leonardo Santini
Leonardo Santini (Molazzana, 1º gennaio 1904 – Castelnuovo di Garfagnana, 3 luglio 1983) è stato un medico e farmacologo italiano.

## Biografia
Dopo essersi laureato a Pisa nel 1928, si iscrive alla Scuola di Specializzazione in Tisiologia a Genova. Studiò alcune piante nella sua carriera, in particolare l'Helichrysum, dove individuò le proprietà farmacologiche, che furono oggetto di pubblicazione. Nella sua carriera ha pubblicato varie opere, tra le altre per l'editrice Minerva Medica. Fu medico per molti anni a Garfagnana.

## Opere (Selezione)
- Santini L., Considerazioni sugli effetti terapeutici dell'Elicriso, Tipografia Salvietti, Castelnuovo Garfagnana 1948
- Santini L., Atti della Soc. Lombarda di Scienze Med. e Biol., 5, 18, 50, 1949
- Santini L., Riv. di Terapia Pratica n. 169, gennaio-febbraio 1949
- Santini L., Rivista clinico-statistica sulle proprietà terapeutiche di Calendula officinalis (Helichrysum italicum) Minerva Medica 43 (28) 714-719, 1952
- Santini L., Azione terapeutica della Petasites officinalis. Minerva Medica 44 (74): 633-638, 1953
- Santini L., Report on a pharmacological deterrent to the excessive consumption of alcoholic drinks, tobacco and coffee. Panminerva Medica 4 549-551, 1962
- Santini L., Annuncio di un farmaco con azione contro l'uso eccessivo di bevande alcoliche, il tabacco ed il caffè. Minerva Medica 53: 453-455, 1962.